# Horeszkowice
Horeszkowice – kolonia w Polsce położona w województwie lubelskim, w powiecie chełmskim, w gminie Białopole.
W latach 1975–1998 miejscowość administracyjnie należała do województwa chełmskiego. 
Kolonia jest sołectwem w gminie Białopole. Według Narodowego Spisu Powszechnego z roku 2011 kolonia liczyła 144 mieszkańców i była siódmą co do liczby ludności miejscowością gminy.
13 kwietnia 1945 roku oddział Narodowych Sił Zbrojnych zamordował ośmioosobową polską rodzinę przesiedleńców zza Bugu zakwaterowanej w gospodarstwie po zamordowanej rodzinie ukraińskiej.
Wierni Kościoła rzymskokatolickiego należą do parafii Matki Bożej Częstochowskiej w Białopolu.